# Campeonato Europeu de Halterofilismo de 2007
O Campeonato Europeu de Halterofilismo de 2007 foi a 86ª edição do campeonato, sendo organizado pela Federação Europeia de Halterofilismo, em Strasbourg, na França, entre 17 a 22 de abril de 2007. Foram disputadas 15 categorias (8 masculino e 7 feminino).

## Medalhistas

### Masculino
| Evento           | Ouro                         | Ouro     | Prata                             | Prata    | Bronze                          | Bronze   |
| ---------------- | ---------------------------- | -------- | --------------------------------- | -------- | ------------------------------- | -------- |
| 56 kg (17.04)    | Igor Bour · Moldávia         | 270,0 kg | Vitali Dzerbianiou · Bielorrússia | 266,0 kg | Igor Grabucea · Moldávia        | 253,0 kg |
| 62 kg (18.04)    | Serguei Petrosian · Rússia   | 289,0 kg | Henadzi Majveyenia · Bielorrússia | 288,0 kg | Erol Bilgin · Turquia           | 286,0 kg |
| 69 kg (19.04)    | Vencelas Dabaya · França     | 331,0 kg | Tigran Martirosian · Armênia      | 331,0 kg | Vladislav Lukanin · Rússia      | 322,0 kg |
| 77 kg (20.04)    | Guevorg Davtian · Armênia    | 363,0 kg | Ara Jachatrian · Armênia          | 361,0 kg | Taner Sağır · Turquia           | 353,0 kg |
| 85 kg (21.04)    | Valeriu Calancea · Roménia   | 373,0 kg | İzzet İnce · Turquia              | 373,0 kg | Vadzim Straltsou · Bielorrússia | 373,0 kg |
| 94 kg (21.04)    | Szymon Kołecki · Polónia     | 395,0 kg | Roman Konstantinov · Rússia       | 393,0 kg | Evgheni Bratan · Moldávia       | 382,0 kg |
| 105 kg (22.04)   | Martin Tešovič · Eslováquia  | 411,0 kg | Gleb Pisarevski · Rússia          | 407,0 kg | Dmitri Lapikov · Rússia         | 402,0 kg |
| + 105 kg (22.04) | Viktors Ščerbatihs · Letônia | 447,0 kg | Yevgueni Chiguishev · Rússia      | 435,0 kg | Paweł Najdek · Polónia          | 421,0 kg |

### Feminino
| Evento          | Ouro                           | Ouro     | Prata                                | Prata    | Bronze                          | Bronze   |
| --------------- | ------------------------------ | -------- | ------------------------------------ | -------- | ------------------------------- | -------- |
| 48 kg (17.04)   | Estefanía Juan Tello · Espanha | 189,0 kg | Nurcan Taylan · Turquia              | 186,0 kg | Genny Pagliaro · Itália         | 179,0 kg |
| 53 kg (17.04)   | Mărioara Munteanu · Roménia    | 190,0 kg | Nataliya Trotsenko · Ucrânia         | 186,0 kg | Svetlana Ulianova · Rússia      | 184,0 kg |
| 58 kg (18.04)   | Marina Shainova · Rússia       | 230,0 kg | Ruth Kasirye · Noruega               | 210,0 kg | Aleksandra Klejnowska · Polónia | 208,0 kg |
| 63 kg (18.04)   | Meline Daluzian · Armênia      | 243,0 kg | Sibel Şimşek · Turquia               | 215,0 kg | Hanna Batsiushka · Bielorrússia | 215,0 kg |
| 69 kg (19.04)   | Oxana Slivenko · Rússia        | 257,0 kg | Nazik Avdalian · Armênia             | 241,0 kg | Nataliya Davydova · Ucrânia     | 241,0 kg |
| 75 kg (19.04)   | Hripsime Jurshudian · Armênia  | 262,0 kg | Tatiana Matveyeva · Rússia           | 247,0 kg | Lidia Valentín · Espanha        | 247,0 kg |
| + 75 kg (20.04) | Olha Korobka · Ucrânia         | 293,0 kg | Katsiaryna Shkuratava · Bielorrússia | 256,0 kg | Yuliya Dovhal · Ucrânia         | 255,0 kg |

## Quadro de medalhas
Quadro de medalhas no total combinado
| Ordem | País             | Medalha de ouro | Medalha de prata | Medalha de bronze | Total |
| ----- | ---------------- | --------------- | ---------------- | ----------------- | ----- |
| 1     | Rússia           | 3               | 4                | 3                 | 10    |
| 2     | Armênia          | 3               | 3                | 0                 | 6     |
| 3     | Roménia          | 2               | 0                | 0                 | 2     |
| 4     | Ucrânia          | 1               | 1                | 2                 | 4     |
| 5     | Moldávia         | 1               | 0                | 2                 | 3     |
| 5     | Polónia          | 1               | 0                | 2                 | 3     |
| 7     | Espanha          | 1               | 0                | 1                 | 2     |
| 8     | Eslováquia       | 1               | 0                | 0                 | 1     |
| 8     | França           | 1               | 0                | 0                 | 1     |
| 8     | Letônia          | 1               | 0                | 0                 | 1     |
| 11    | Bielorrússia     | 0               | 3                | 2                 | 5     |
| 11    | Turquia          | 0               | 3                | 2                 | 5     |
| 13    | Irlanda do Norte | 0               | 1                | 0                 | 14    |
| 14    | Itália           | 0               | 0                | 1                 | 1     |
| Total | Total            | 15              | 15               | 15                | 45    |